# Mario Lamešić
Mario Lamešić (12. travnja 1983.), hrvatski-bosanskohercegovački nogometaš. Igrao u veznom redu i u obrani. Nastupao za tuzlansku Slobodu, slovensku Belu krajinu, švedsku Motalu, grčki OFI i Panahaiki iz Patrasa, češke Usti nad Labem, hercegovački Zrinjski iz Mostara i švicarski Bavois. U Intertoto kupu 2004. postigao je pogodak za Slobodu u utakmici protiv Spartaka iz Trnave 3. srpnja 2004. na utakmici u Trnavi. Bratić bivšeg nogometaša Marijana Lamešića, i bio je mladi bh. reprezentativac do 21 koji je karijeru napravio u Hrvatskoj, Grčkoj i Sloveniji. Karijeru je zaključio srpnja 2014. godine.